# Związek Zawodowy Zwrotniczych Kolejowych
Związek Zawodowy Zwrotniczych Kolejowych, jedna z działających w okresie międzywojennym w środowisku pracowników kolejowych organizacji związkowych, powstały w 1928. Określany był organizacją prorządową. Współpracował z Blokiem Kolejowych Związków Fachowych oraz Międzyzwiązkowym Komitetem Pracowników Państwowych. W ostatnim okresie skupiał członków w 47 kołach, 6 okręgach.

## Prezesi
- 1935 - Franciszek Surdyk[2]
- 1936 - Franciszek Skupin[3]
- 1936[4]-1939 - Franciszek Surdyk

## Media
Organem związku był mies. Jedność Zwrotniczych, Organ Zwrotniczych, Torowych, Obchodowych, Zaporowych (1929-1939), z redakcją początkowo w Poznaniu, od 1933 lub 1934 w Warszawie.

## Siedziba
Zarząd Główny mieścił się w Poznaniu przy ul. Wierzbięcice 16 (1931), w Warszawie przy ul. Marcinkowskiego 3 (1938).